# Světová obchodní organizace
Světová obchodní organizace (WTO) (World Trade Organization) je mezinárodní organizace sídlící v Ženevě. Vznikla v roce 1995 jako nástupce Všeobecné dohody o clech a obchodu, která vznikla v roce 1948. Primárním úkolem organizace je rovnost v rámci otevřeného trhu. Snaží se členským státům poskytnout mechanismus, pomocí něhož mohou země redukovat obchodní bariéry. Patří mezi nejdůležitější hráče obchodní ekonomiky. Její činnost neprobíhá bez problémů: zásadním sporem je rozdíl zájmů mezi bohatými (průmyslovými) a chudšími (zemědělskými) zeměmi.

## Historie

### Všeobecná dohoda o clech a obchodu

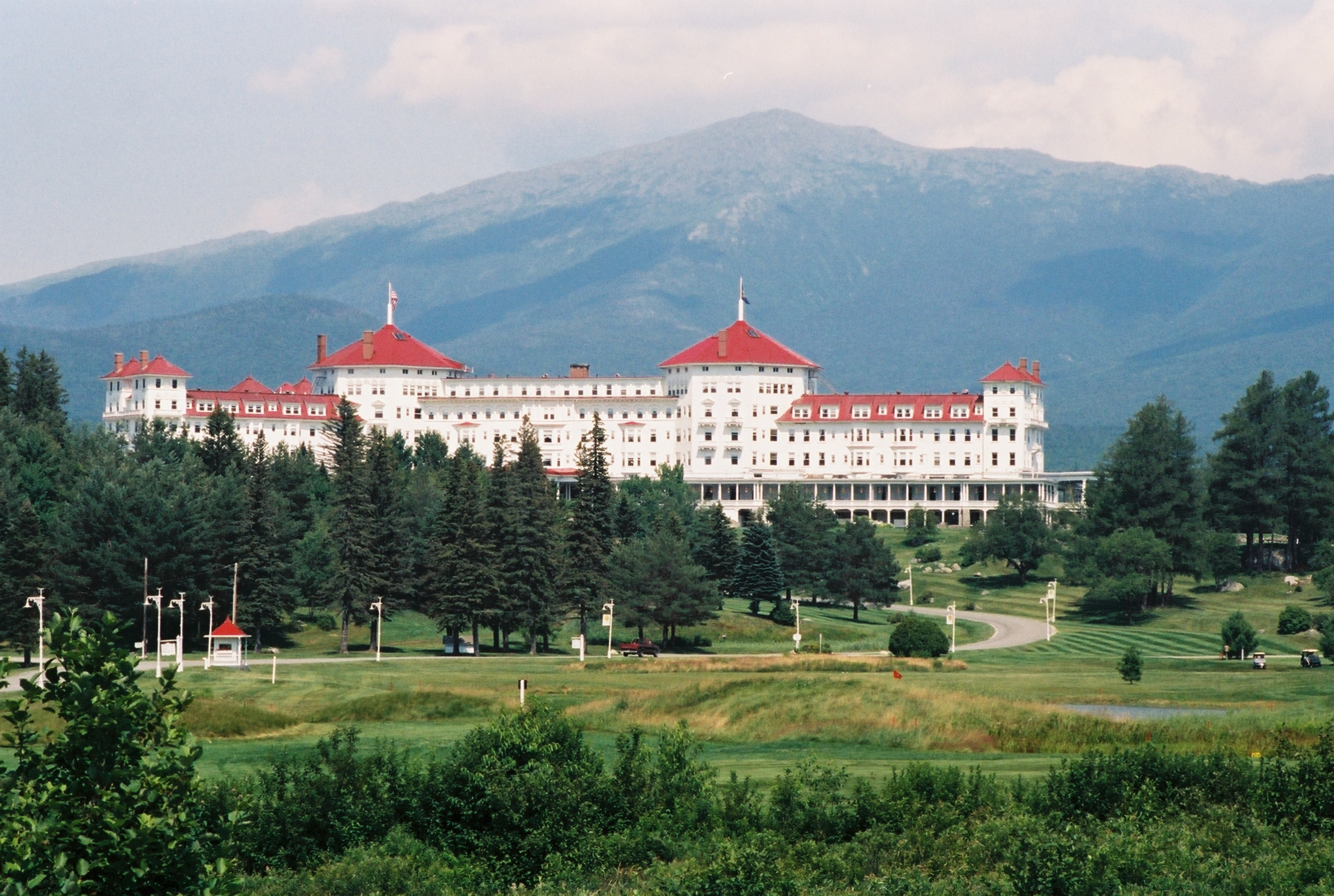
Místo konání Brettonwoodské konference

I když samotná organizace vznikla teprve v roce 1995, historicky ji můžeme označit za nástupce GATT (General Agreement on Tariffs and Trade – Všeobecná dohoda o clech a obchodu). Výsledkem jednání v rámci Brettonwoodské konference byl vznik Mezinárodního měnového fondu (International Monetary Fund) a Světové banky (World Bank). Organizace spojených národů se snažila vytvořit odbornou agenturu ITO (International Trade Organization). Neshody při vytváření organizace však vedly k tomu, že ITO nikdy nevešla v platnost. Místo toho byla v roce 1947 přijata méně ctižádostivá Všeobecná dohoda o clech a obchodu.
GATT se od současné Světové obchodní organizace liší tím, že se jedná o dohodu obsahující smluvní strany. WTO je oproti tomu mezinárodní organizace s členskými státy.

### Uruguayské kolo (1986–1994)

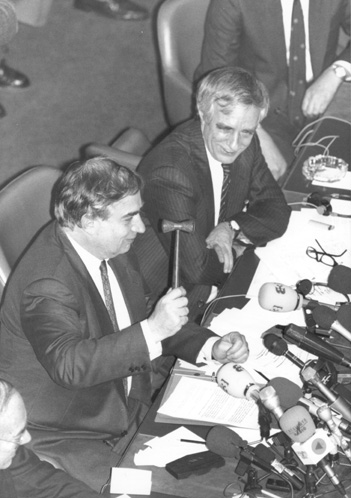
Vyjednávání během Uruguayského kola.

V září v roce 1986 začalo osmé vyjednávací kolo Všeobecné dohody o clech a obchodu, které trvalo téměř osm let. Bylo pojmenováno podle místa, kde jednání začalo – uruguayského města Punta del Este. Jedním z nejdůležitějších bodů agendy bylo shodnout se na podmínkách vytvoření Světové obchodní organizace. Byly stanoveny i další cíle jednání – liberalizace mezinárodního obchodu, obrana vůči protekcionismu a snaha vylepšit mezinárodní obchodní systém.
Klíčové setkání však proběhlo v dubnu 1994 v marockém Marrakéši. Právě zde došlo k podepsání celého kola, a to včetně Dohody o zřízení Světové obchodní organizace, kterou ratifikovalo všech 125 zástupců států. V této dohodě byly přijaty nové cíle v rámci nově vzniklé WTO: snížení nezaměstnanosti, zvýšení produkce, zlepšení životní úrovně a také snaha o dosažení co nejefektivnější poptávky. Světová obchodní organizace tedy oficiálně vzniká k 1. lednu 1995.
Spojené státy využívají v tomto kole tzv. jednotný závazek (single undertaking) k prosazení svých zájmů a preferencí. Jejich cílem bylo přijetí závazků ohledně ochrany práv k duševnímu vlastnictví a liberalizaci služeb. Tento závazek staví rozvojové státy, které nejevily o tyto dohody zájem, před ultimátum: buď přijmou závazky ve všech ohledech, nebo se nebudou moci připojit vůbec.
Výsledkem tohoto závazku bylo přijetí Dohody o obchodních aspektech práv k duševnímu vlastnictví (Agreement on Trade-Related Aspects of Intellectual Property Rights, TRIPS) a Všeobecná dohoda o obchodu službami (General Agreement on Trade in Service). Poprvé se tedy objevují podmínky o exportu a importu terciárního sektoru. Ta obsahuje dvě důležitá ustanovení: ustanovení o národním zacházení, které brání exportéry před protekcionismem a zacházení podle nejvyšších dohod upravující vzájemné jednání členských států.
V rámci jednání bylo přijato několik úmluv, které doplnily tehdy existující GATT (označovanou jako GATT 47). Po zasazení těchto úmluv a menších úpravách vznikla tzv. GATT 1994. Všeobecná dohoda o clech a obchodu tedy stále platí, jen s menšími úpravami.

### Katarské kolo (2001)
Katarské kolo (někdy označováno jako Rozvojová agenda z Dohá či Kolo z Dohá) je současné kolo vyjednávání Světové obchodní organizace. Bylo zahájeno ministerskou radou 9. listopadu 2001 v katarském městě Dohá.
Klíčovým bodem agendy je eliminace obchodních bariér a větší zapojení rozvojových zemí.
Součástí katarského kola je i tzv. „balíček z Bali“ (Bali Package) přijatý v rámci ministerské konferenci na Bali v prosinci 2013. Po 12 letech neúspěšného jednání došlo konečně ke shodě. Hlavní složkou balíčku byla tzv. Dohoda o usnadnění obchodu (Trade Facilitation Agreement). Jedná se o první multilaterální dohodu organizace. Ačkoli Indie zpočátku tuto dohodu vetovala z důvodu ochrany skladování potravin (tzv. food stock holding programme). Tyto obavy vyřešily Spojené státy, které Indii ujistily o účinnosti klauzule mírového řešení v rámci obchodu se zemědělskými produkty.
Balíček se také dotkl určitých sektorů v zemědělství – zejména snaha stanovit celní kvóty, omezit domácí subvence a pomoci nejméně rozvinutým státům (LDCs – Least Developed Countries).

## Struktura organizace

### Sekretariát a generální ředitel
Sekretariát sídlí v Ženevě a tvoří ho 634 úředníků, reprezentující 78 národů. V jeho čele stojí generální ředitelka, kterou se dne 15. února 2021 stala Dr. Ngozi Okonjo-Iweala z Nigérie. Jejím úkolem je dohlížet na správnost jednání organizace. Tato role fungovala již v souvislosti s Všeobecnou dohodou o clech a obchodu (GATT).
Sekretariát nemá pravomoc rozhodovat, tu mají pouze členské státy. Jeho hlavní úlohou je technická a organizační podpora konkrétních výborů. Sekretariát rovněž plní funkci zprostředkovatele informací skrze média a veřejnost. A v neposlední řadě radí potenciálním zájemcům, jak se stát členem organizace.
Úředním jazykem organizace je angličtina, španělština a francouzština.

### Ministerské konference
Ministerská konference je jedním z nejdůležitějších orgánů. Každý členský stát má zde svého zástupce, který má právo hlasovat. Hlasuje se pomocí konsenzu, nikoli formálním hlasováním. Ministerská konference zpracovává agendu pro budoucí jednání a z tohoto důvodu se schází minimálně každé 2 roky.
Každé vyjednávací kolo zahrnuje 4 fáze: vyjednávání před vlastním vyjednáváním, vytváření agendy, vlastní vyjednávání a vyjednávání po vlastním vyjednávání uzavřených dohod. Největší důraz se klade na samotné vytváření agendy. Kvůli tomuto bodu nejprve selhalo zahájení tzv. uruguayského i katarského kola, protože členské státy nedospěly ke konsenzu ohledně obsahu agendy.

#### Přehled ministerských konferencí
První ministerská konference proběhla v prosinci roku 1996 v Singapuru. Tehdejší ministři obchodu se shodli na spolupráci týkající se zapojení nejméně rozvinutých států (LDCs).
Druhá ministerská konference se uskutečnila v Ženevě od 18. do 20. května roku 1998.

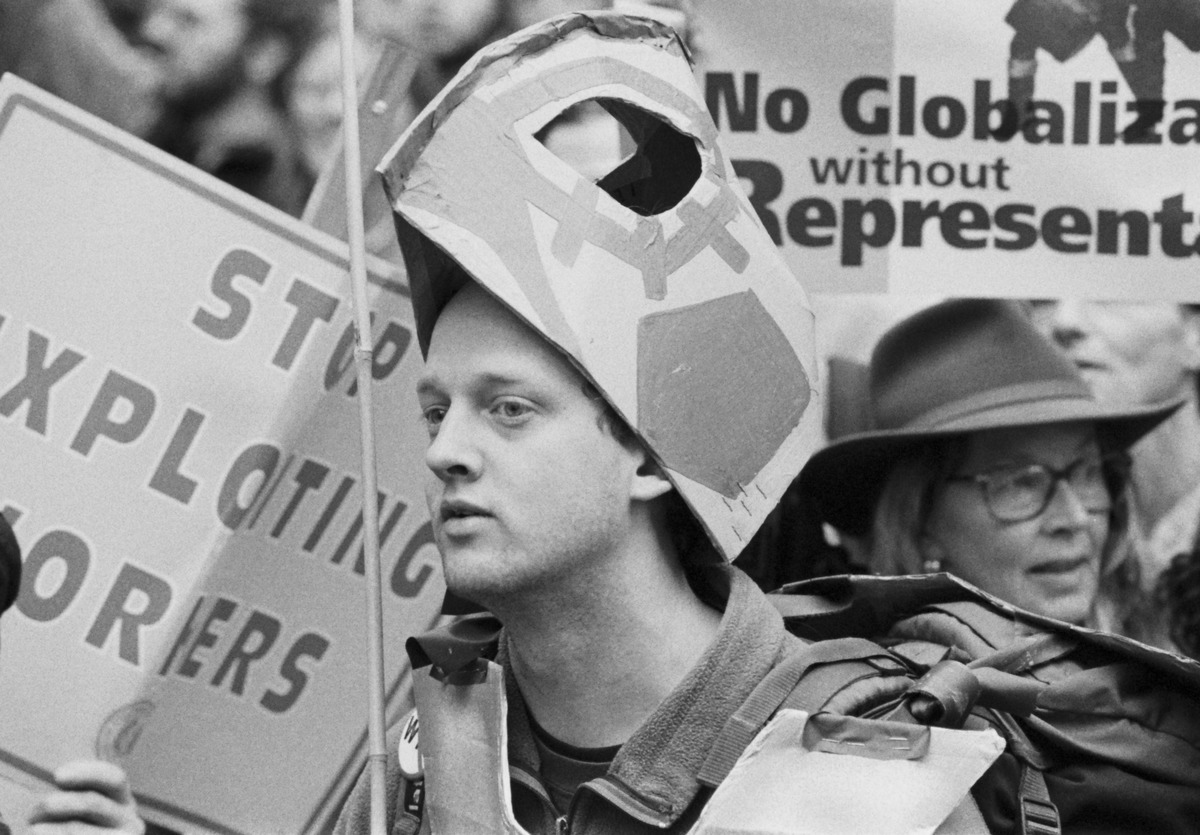
Protesty v Seattlu během ministerské konference

Třetí ministerská konference se konala od 29. listopadu do 3. prosince roku 1999 v Seattlu. Cílem tohoto setkání bylo shodnout se na agendě příštího kola jednání organizace, avšak ministři nedospěli ke konsenzu. Tato konference se označuje jako „boj v Seattlu“ (Battle at Seattle). Jednání doprovázely pouliční nepokoje a antiglobalizační protesty.
Čtvrtá ministerská konference proběhla v Dohá během 9. až 14. listopadu 2001. Zde bylo zahájeno nové jednací kolo organizace zvané Katarské kolo.
Pátá ministerská konference se konala v Cancúnu od 10. do 14. září roku 2003. Jednání skončila neúspěšně. Nebyl nalezen konsenzus ohledně zapojení rozvojových zemí.
Šestá ministerská konference proběhla v Hongkongu od 13. do 18. prosince 2005.
Sedmá a osmá ministerská konference se uskutečnily v Ženevě. První z nich probíhala od 30. listopadu do 2. prosince 2009. Druhá od 15. do 17. prosince 2011.
Devátá konference se konala během 3. až 6. prosince 2013 na Bali.
Zatím poslední, tedy desátá ministerská konference proběhla od 15. do 19. prosince 2015 v Nairobi.
Další konference je naplánována na rok 2017, konkrétně od 11. do 14. prosince v Buenos Aires.

### Generální rada
Generální rada je druhým hlavním orgánem hned po ministerské radě. Z toho vyplývají i její povinnosti: má na starosti koordinaci veškerých činností organizace v době, kdy nezasedá ministerská konference. V generální radě, stejně jako v ministerské konferenci, má každý členský stát svého zástupce. Schází se podle potřeby, nejčastěji však jednou měsíčně.
Generální rada se střetává na dvou různých platformách. Jednou z nich je Orgán pro prověrky obchodních praktik (Trade Policy Review Body, TPRB).
Druhou z nich je tzv. Těleso pro řešení sporů (Dispute Settlement Body, DSB). Jeho úkolem je řešit konflikty, které vznikají mezi členy během jednání.
Tyto dvě formace se zabývají monitorováním a řešením sporů.
Další orgány generální rady, které působí v různých oblastech. Rada pro obchod se zbožím (Council for Trade in Goods) se skládá z několika obchodních výborů, například výbor pro zemědělství. Pod tuto radu spadá i Information Technology Agreement Committee.
Rada pro obchod se službami (Council for Trade in Services) se zabývá transparentností terciárního sektoru ekonomik členských zemí. Část dohody obsahuje pravidla určující obchod se službami: pohyb osob obchodující se službami, finanční služby, telekomunikace a leteckou dopravu.
Rada pro obchodní aspekty práv k duševnímu vlastnictví (Council for Trade-Related Aspects of Intellectual Property Rights, TRIPS) monitoruje dohody týkající se autorských práv a copyrightu.
V Generální radě působí velké množství výborů a rad, které se zabývají obchodem, financemi a transportem technologií. Existují zde také výbory, kde nejsou přítomni zástupci všech členských států.

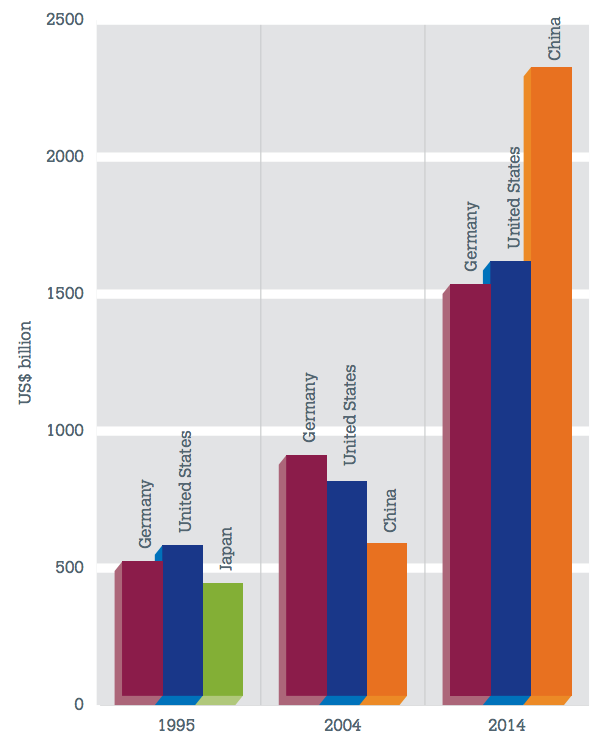
Největší exportéři v rámci WTO

#### Green Room
Mechanismus tzv. Zeleného pokoje (Green Room) v podstatě nahrazuje výkonnou radu, ve které by zasedal omezený počet členských států. Poprvé se zelený pokoj objevil během Tokijského kola v 70. letech. Tehdy se kuloárního jednání v rámci zeleného pokoje zúčastnilo 10 států, v současnosti se počet rozšířil až na 30 členských států. Zejména členské státy OECD a pár rozvojových států.
V minulosti byl ale také několikrát kritizován za to, že umožnil hlavním aktérům mezinárodního obchodu ovlivňovat průběh vyjednávání v jejich prospěch. V současné době se tato platforma využívá jen sporadicky. Rozhodovací proces se stal kontroverzním zejména v 90. letech, kdy byly z vyjednávání ”vyloučeny” rozvojové země. Během Katarského kola se stal proces vyjednávání daleko transparentnější a inkluzivní.

## Řešení sporů

### Dispute Settlement Body
WTO disponuje tzv. Tělesem pro řešení sporů (Dispute Settlement Body, DSB) a Mechanismem pro řešení sporů (Dispute Settlement Mechanism, DSM), které jsou využívány, pokud mezi členskými státy dojde k rozporu.
Mechanismus pro řešení sporů je tvořen až 4 kroky. Prvním krokem jsou konzultace, druhým je panel, třetím je případné odvolání a čtvrtým je realizace.
Dispute Settlement byl vytvořen členskými státy v rámci Uruguayského kola, v platnost vstoupil 1. ledna 1995 a dává každému z členských států WTO jistotu, že se bude moci v případě potřeby domáhat svých práv vyplývajících z dohod WTO.
Od žalujícího státu se nejprve očekává iniciace bilaterální konzultace, kde je lhůta zpravidla 60 dní. Po uplynutí této lhůty je možno svolat panel na základě tzv. principu negativního konsenzu (tedy pokud nehlasují členové DSB proti). V panelu nezasedají zástupci členských států, ale tvoří ho 3 až 5 odborníků z oblasti mezinárodního obchodu a diplomacie.
Panel po řádném prozkoumání a konzultací se zúčastněnými stranami vytváří zprávu. Pro přijetí zprávy se opět používá princip negativního konsenzu. Strany mohou podat proti rozhodnutí panelu odvolání. Tím se pak podrobněji zabývají odborníci z Odvolacího tělesa (Appellate Body). Odvolací těleso se skládá ze 7 členů, kteří jsou voleni na 4 roky.
Mechanismus pro řešení sporů byl součástí již Všeobecné dohody o clech a obchodu. Bylo zde projednáno 297 žádostí. Od vzniku WTO do současnosti projednal DSB více než 500 žádostí.
Nejčastějším důvodem sporů je porušení norem doložek nejvyšších výhod a národního zacházení, dále oblast dočasných obchodních překážek (antidumping a subvence).
Řešením sporů se aktivně účastní pouze malé procento členských států. Ve většině z nich vystupují Spojené státy a Evropská unie ať už jako žalující nebo žalovaná strana. Děje se tak hlavně kvůli jejich silnému postavení v mezinárodním obchodu. Mezi časté žalované země patří například i Brazílie a Čína, i přes její relativně krátké členství (připojila se v roce 2001).
Některé skupiny kritizovaly proces řešení sporů kvůli nedostatku transparentnosti a demokratické odpovědnosti, jakož i pro necitlivost k sociálním normám a normám týkajících se životního prostředí. Rostoucí využívání systému rozvojovými zeměmi je ukazatelem jeho institucionálního úspěchu.
Systém řešení sporů je významným milníkem ve vývoji založeného na pravidlech mnohostranného obchodního systému.

## Vyjednávání v rámci organizace
Na začátku každého vyjednávání podají členové WTO návrhy týkající se jak struktury, tak obsahu vyjednávání. Tato vyjednávání zdůrazňují hlavní oblasti zájmů jednotlivých členů organizace, či jednotlivých zájmových skupin.
Článek IX Dohody Světové obchodní organizace říká, že všechna důležitá usnesení musí být přijata na základě konsenzu všech členských zemí. To má zaručit všeobecnou shodu na přijímaných rozhodnutích všemi zúčastněnými, takže i zájmy méně rozvinutých států jsou ochráněny.
Nevýhodou tohoto systému je ovšem to, že dojít ke konsenzu mezi více než 160 členy organizace vyžaduje mnoho kol jednání a času, a často se všeobecné shody vůbec nepodaří dosáhnout. To dokazuje Katarské kolo, kde vyjednávání od roku 2001 nebylo doposud ukončeno a drtivá většina bodů agendy stále nebyla vyřešena.
Často se tedy stává, že alespoň jedna členská země má k návrhu výhrady. V takových situacích přichází na řadu zdlouhavá úsilí k dosažení konsenzu většinou nalezením kompromisu. Pokud tento postup nefunguje, není vydáno žádné rozhodnutí. V určitých situacích, kdy členové nejsou schopni dosáhnout konsenzu, umožňuje WTO hlasování. V tomto případě má každá země jeden hlas se stejnou váhou. To rozhodnutí, které dostane více hlasů, vyhrává.
WTO byla mnohokrát kritizována za to, že jednání nejsou spravedlivá a dostatečně transparentní. Ve skutečnosti totiž nejsou WTO dohody schvalovány konsenzem všech členů, ale procesem neformálních uzavřených jednání v menších skupinkách zemí. Tuto skutečnost dokazuje existence tzv. zeleného pokoje, kde během tajných schůzek nejvýznamnějších členských států, dochází k formování základů dohod. To znamená, že hlavní slovo má při rozhodování skupina největších exportérů, zatímco ostatních, více než 100 členských států, má minimální reálnou šanci jakkoliv jednání ovlivnit.
Hlavním rozhodujícím orgánem Světové obchodní organizace jsou ministerské konference, kde ministři všech členských států prezentují vlastní postoje k právě projednávaným otázkám.
Ministerské konference se podle Marákéšské dohody konají pravidelně jednou za dva roky, což nebylo za dvacetileté existence organizace dodrženo pouze jednou, a to v roce 2007, kdy ke konferenci nedošlo.
Poslední Ministerská konference proběhla v prosinci 2015 v Nairobi. Hlavním bodem agendy byl tzv. „Nairobi Package“, který zahrnoval dohody o zemědělství a otázky týkající se LDCs. Reálně se však organizace vzdaluje dohodám z ministerské konference v Dohá.

## Kritika organizace

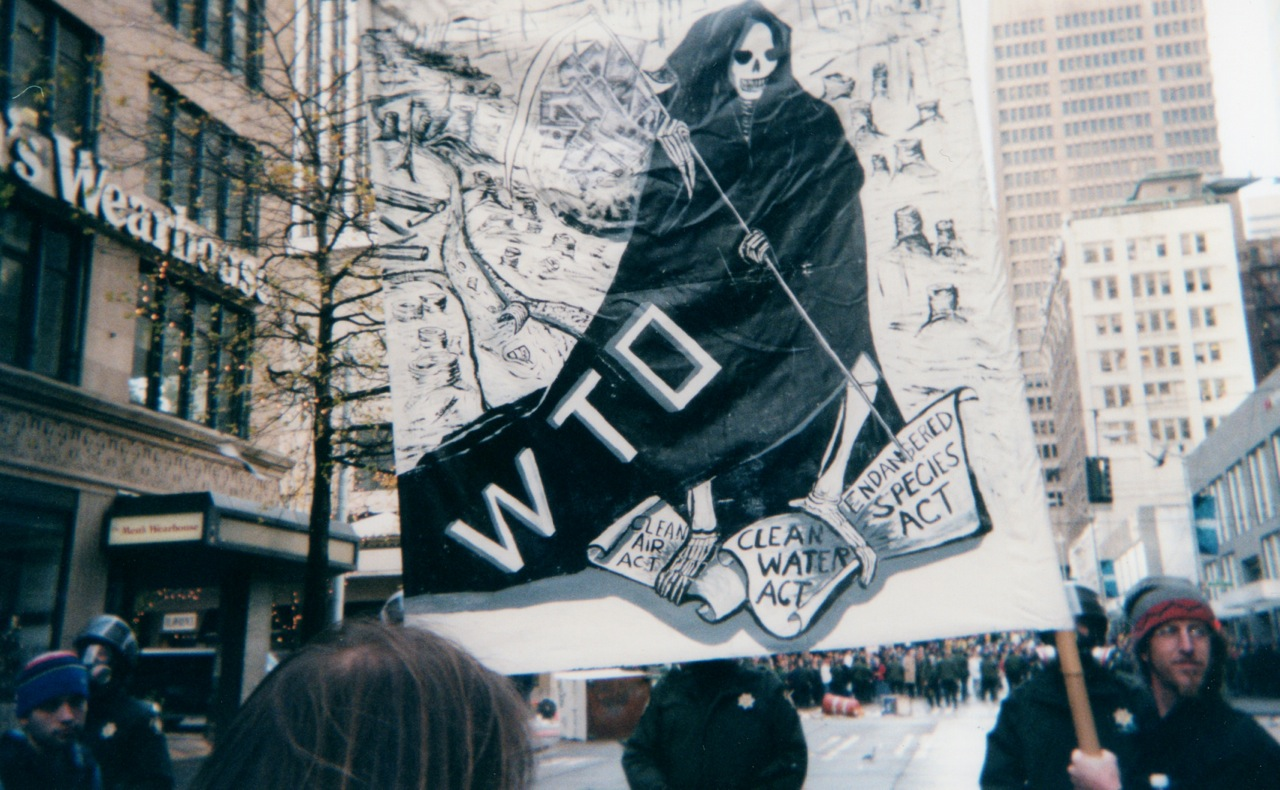
Protesty proti Světové obchodní organizaci během ministerské konference v Seattlu.

Ačkoli se díky vytváření koalic daří do jednání zapojovat více členů, stále jsou zde aktéři, kteří výrazně ovlivňují jednání na úkor jiných. Jedná se zejména o Spojené státy americké a Evropskou unii. Ovšem v současnosti vzrostl význam Indie a Brazílie. Organizace se vyznačuje střední výstupovou účelností. Vyjednávací kola v 80. letech sice vedly k zásadní liberalizaci obchodu – snížení tarifů na průmyslové výrobky. Nicméně stále víc a víc se řeší otázka neúčelnosti WTO – už patnáct let trvající katarské kolo nepřineslo nic nového.
WTO je také kritizována zástupci ekologie. Tvrdí, že volný trh a deregulace má nepříznivý vliv na životní prostředí jako celek. Podle některých zastánců ochrany životního prostředí termín úspěch v interpretaci WTO není nic jiného než růst HDP a příjmů, což automaticky způsobuje lhostejnost k životnímu prostředí. Ve výsledku ochrana životního prostředí je zcela v rozporu se zvýšením efektivnosti v ekonomickém sektoru.

## Česká republika a Světová obchodní organizace
Československo bylo zakládajícím členem, respektive signatářem Všeobecné dohody o clech a obchodu (GATT) v roce 1947. Na rozdíl od jiných mezinárodních organizací Československo GATT v 50. letech neopustilo. Jediným důsledkem byla suspenze smluvních vztahů mezi Československem a Spojenými státy v roce 1951. V březnu roku 1993 Česká a Slovenská republika podepsaly protokoly o přístupu k WTO, které vycházely z práv a závazků Československa jako zakládající smluvní strany GATT.
Evropská unie je od roku 1995 v rámci Světové obchodní organizace samostatný subjekt zastupující všech 27 členských států prostřednictvím Evropské komise, jež ji reprezentuje na jednání. Od roku 2004, respektive 2005 tedy i Českou republiku jakožto jednoho z členských států Evropské unie.